# Райков Борис Сергійович
Райков Борис Сергійович — український політик.
Райков Борис Сергійович; президент Спілки промисловців і підприємців Черкаської області; член Політичної ради Народної партії.
Народився 19.10.1946 року (м. Дно, Псковська область, Росія).
Освіта: Ленінградський технологічний інститут імені Ленради (1969), хімік-технолог.
03.2006 року кандидат в народні депутати України від Народного блоку Литвина, № 61 в списку. На час виборів: народний депутат України, член Народної Партії.
Народний депутат України 4 скликання 04.2002-04.2006 років, виборчий округ № 200, Черкаська область, самовисуванець. На час виборів: голова спостережної ради ВАТ «Азот» (м. Черкаси), позапартійний. Член фракції «Єдина Україна» (05.-06.2002), член депутатської групи «Демократичні ініціативи» (06.2002-05.2004), член депутатської групи «Демократичні ініціативи Народовладдя» (05.-09.2004), член фракції партії «Єдина Україна» (09.-10.2004), член депутатської групи «Демократичні ініціативи» (10.2004-06.05), член фракції Народної партії (з 06.2005), член Комітету з питань економічної політики, управління народним господарством, власності та інвестицій (з 06.2002).
- 1969—1975  роки — начальник зміни цеху конверсії метану виробництва № 1, виконуючий обов'язки заступника начальника цеху конверсії метану, заступник начальника цеху конверсії метану, начальник виробничо-технічного відділу виробництва № 1, заступник начальника виробництва № 1, [[Сєвєродонецьке об'єднання «Азот»|Сєвєродонецький хімкомбінат, м. Сєвєродонецьк.
- 1975—1987  роки — заступник начальника виробництва № 1, в.о. начальника виробничого відділу, начальник виробничого відділу, в.о. головного інженера, головний інженер, Сєвєродонецьке виробниче об'єднання «Азот».
- 1987—1994  роки — генеральний директор, Черкаське виробниче об'єднання «Азот».
- 1994-05.2002  роки — генеральний директор, голова правління — генеральний директор, голова спостережної ради, ВАТ «Азот» (м. Черкаси).
- 08.1993-1994  роки — позаштатний радник Президента України.
- 03.-10.1992  року — член Колегії з питань економічної політики Верховної Ради України.
- 08.2001-11.2002 роки - радник Прем'єр-міністра України на громадських засадах

## Нагороди
Почесна відзнака Президента України (03.1995 року). 
Орден «За заслуги» II (06.2000 року), I ст. (02.2004 року). 
Почесна грамота КМ України (12.2003 року).